# Ayr (Regno Unito)
Ayr (in gaelico scozzese Inbhir Àir) è un paese del Regno Unito.
Si trova nella Scozia meridionale, precisamente a sud-ovest, nell'area dell'Ayrshire Meridionale.

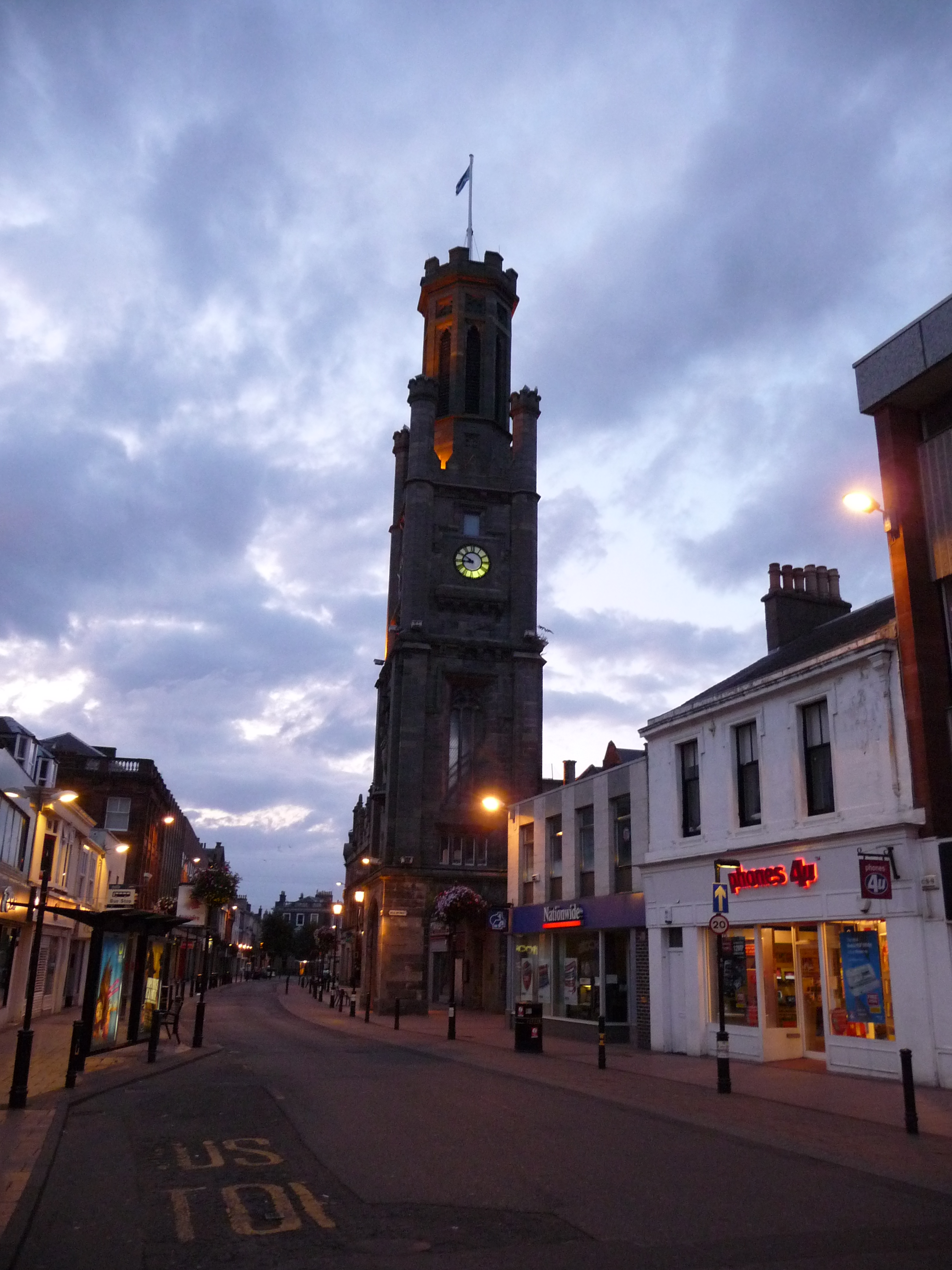
La Wallace Tower

Ayr è un porto situato sulla Firth of Clyde, nel sud-ovest della Scozia. Con i suoi 46.000 abitanti, è la località più grande della contea dell'Ayrshire. I monumenti di maggiore attrazione turistica sono la Wallace Tower (dove si dice essere conservato un osso di William Wallace) e la St. John Tower, l'ultima struttura rimasta di una chiesa, dove, oltre ad essere stato incoronato re Robert Bruce, fu ospitato il pastore protestante John Knox, che fece una grossa riforma alla religione scozzese.
A nord di Ayr si trova la adiacente di Prestwick, famosa per il golf e l'industria aeronautica, poiché casa dell'aeroporto di Glasgow Prestwick. Tra gli insediamenti vicini è nota Alloway, famosa per essere il luogo di nascita del poeta Robert Burns.

## Storia
Il 26 aprile 1315, il primo Parlamento della Scozia si è tenuto appunto a Ayr, organizzato da Robert Bruce alla St. John Tower. Il parlamento era un tempo noto come Inverair o Inverayr e questo utilizzo è ancora usato in gaelico scozzese forma del nome Air Inbhir.
Più tardi, la città è stata usata come base e fortezza per alcuni uomini di Cromwell. Cromwell fece costruire un enorme muro attorno a determinate aree della città, la maggior parte delle quali sono ancora oggi visibili.